# Hoplosaenidea testacea
Hoplosaenidea testacea là một loài bọ cánh cứng trong họ Chrysomelidae. Loài này được Allard miêu tả khoa học năm 1889.